# Massimo Ghirotto
Massimo Ghirotto (nacido el 25 de junio de 1961 en Boara Pisani) fue un ciclista italiano, profesional entre 1983 y 1995. Su primera gran victoria la obtuvo en el Tour de Francia 1988 cuando un gendarme confundió a Philippe Bouvatier y Robert Millar y Ghirotto, tercero, se hizo con la etapa; posteriormente ganó otra etapa en el Tour, 1 etapa en la Vuelta a España y 3 etapas en el Giro de Italia como victorias más destacadas. Por otra parte estuvo a apenas 500 m de hacerse con el Campeonato Mundial en Ruta 1994 pero una arrancada de Luc Leblanc le desfondó teniéndose que conformar con el cuarto puesto.
Tras su retirada fue director deportivo, especialmente de equipos de ciclismo de montaña.

## Palmarés
| 1986 - 1 etapa de la Vuelta a Suiza - 3.º en el Campeonato de Italia en Ruta 1987 - Trofeo Baracchi (haciendo pareja con Bruno Leali) - Trofeo Matteotti - Coppa Placci 1988 - 1 etapa del Tour de Francia - Gran Premio Industria y Artigianato-Larciano 1989 - 1 etapa de la Vuelta a España 1990 - 1 etapa del Tour de Francia - Giro del Veneto - Tour de Umbría | 1991 - 1 etapa del Giro de Italia - 1 etapa del Giro del Trentino 1992 - Tres Valles Varesinos - Wincanton Classic - Giro del Veneto 1993 - 1 etapa del Giro de Italia - Tres Valles Varesinos - Premio de la Combatividad del Tour de Francia 1994 - 1 etapa del Giro de Italia - Vuelta a los Valles Mineros |

## Resultados en las grandes vueltas
| Carrera         | 1983 | 1984 | 1985  | 1986 | 1987  | 1988 | 1989 | 1990 | 1991 | 1992 | 1993 | 1994 | 1995 |
| --------------- | ---- | ---- | ----- | ---- | ----- | ---- | ---- | ---- | ---- | ---- | ---- | ---- | ---- |
| Giro de Italia  | -    | -    | 125.º | 86.º | 60.º  | 18.º | 68.º | 34.º | Ab.  | 55.º | 69.º | 41.º | 95.º |
| Tour de Francia | -    | -    | -     | -    | 109.º | 85.º | -    | 95.º | -    | 40.º | 33.º | 75.º | -    |
| Vuelta a España | -    | -    | -     | -    | -     | -    | 76.º | -    | -    | -    | -    | -    | -    |
| Mundial en Ruta | -    | -    | -     | -    | 56.º  | 45.º | -    | -    | -    | 22.º | 38.º | 4º   | -    |

-: no participa

Ab.: abandono

## Equipos
- GIS Gelati (1983)
- GIS-Tuc Lu (1984)
- Carrera (1985-1992)
- ZG Mobili (1993-1995)